# Astracantha ambigua
Astracantha ambigua là một loài thực vật có hoa trong họ Đậu. Loài này được (Kuntze) Greuter & Burdet miêu tả khoa học đầu tiên năm 1989.